# ETAOIN SHRDLU
ETAOIN SHRDLU è l'ordine approssimativo di frequenza delle dodici lettere più comunemente usate nella lingua inglese, conosciuta negli Stati Uniti come frase priva di senso, ma a volte comparsa anche sulla carta stampata, a causa di un errore dovuto ad un'abitudine degli operatori delle macchine Linotype.

## La causa

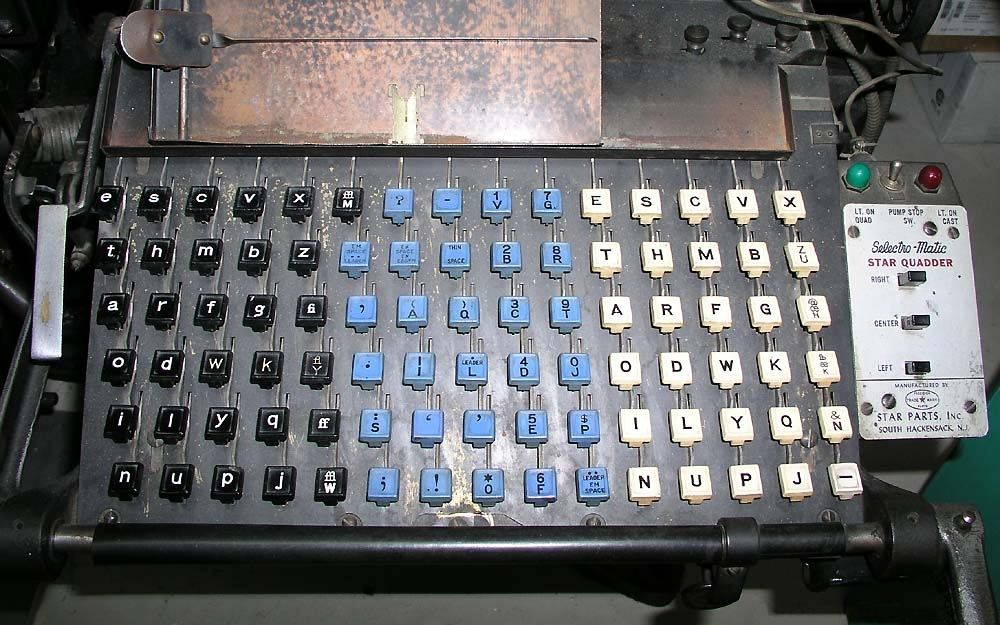
La tastiera di una Linotype

Dal momento che le lettere sulle tastiere delle Linotype erano raggruppate per frequenza d'uso, i gruppi di lettere ETAOIN e SHRDLU formavano le prime due colonne verticali dalla parte di sinistra della tastiera.
Secondo alcuni, la causa dell'erroneo inserimento di questi caratteri in un testo sarebbe conseguenza degli errori di battitura. Si ritiene infatti che quando un operatore commetteva un errore di battitura, risultasse più rapido, anziché correggere manualmente la riga contenente l'errore, espellerla e ricomporla corretta: e poiché l'espulsione di una linea era possibile solo dopo che questa era stata completata, uno dei modi più rapidi per farlo era scorrere con il dito sui tasti, componendo pertanto la sequenza "etaoin shrdlu" (a volte prolungata con i caratteri "CMFWYP" della terza colonna).
Questa spiegazione non sempre risulta plausibile: se l'errore di battitura consisteva in una lettera sbagliata era più semplice sostituirla piuttosto che riscrivere la riga, e comunque si poteva benissimo "mandare" la riga anche se incompleta.
Comunque sembrerebbe sempre più facile e veloce riempire la riga con "quadrati lineari", ultimo tasto in basso a destra in corrispondenza del pollice della mano destra: probabilmente più veloce e meno faticoso che battere etaoin.
Comunque, era uso corrente, in caso di errore, l'uso di battere la sequenza ETAOIN SHRDLU, forse anche per segnalare "in codice" che la riga era da scartare. D'altra parte ETAOIN SHRDLU CMFGYP WBVKXJ QZ era la sequenza completa dei caratteri della tastiera Linotype, e come tale veniva usata per testare la macchina, di conseguenza una linea con la sequenza ETAOIN doveva essere considerata come "linea di prova" da non mandare in stampa.
Normalmente le linee errate (come le linee di prova) venivano scartate dall'operatore stesso o dagli addetti alle fasi successive di composizione della pagina.
 Occasionalmente, tuttavia, una di esse sfuggiva ai controlli ed arrivava in stampa.

## Riconoscimento

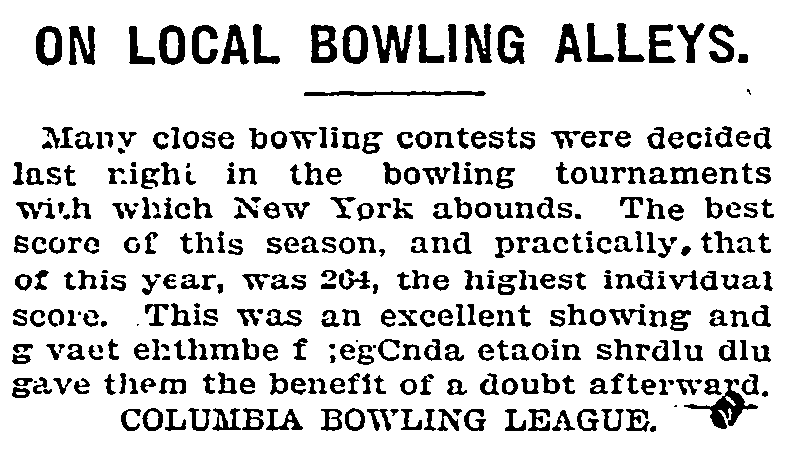
etaoin shrdlu nell'edizione del 30 ottobre 1903 del New York Times.

Essendo il refuso accaduto abbastanza spesso, il lemma "ETAOIN SHRDLU" ha finito per essere elencato nell'Oxford English Dictionary e nel Random House Webster's Unabridged Dictionary.
Nel tempo la frase è diventata parte della storia dei quotidiani. Un documentario sull'ultimo numero del New York Times ad essere composto con il sistema di stampa a metallo fuso (2 luglio 1978) è stato intitolato "Addio, Etaoin Shrdlu".

## Utilizzo del termine al di fuori dell'ambito tipografico
- Programma SHRDLU
- Racconto di Fredric Brown